# Sisyra dalii
Sisyra dalii – gatunek drapieżnego owada z rodziny okudlicowatych (Sisyridae). Jak u wszystkich przedstawicieli tej rodziny, rozwój larw odbywa się w środowisku wodnym.
W Polsce Sisyra dalii była ostatnio obserwowana w pierwszej połowie XX wieku. Wykazana została z południowo-zachodniej części kraju.